# 柄斑海猪鱼
柄斑海猪鱼（学名：Halichoeres leparensis）为隆头鱼科海猪鱼属的鱼类，俗名里巴海猪鱼。分布于台湾等。该物种的模式产地在Leper岛。